# Brad Jones
Bradley Scott Jones, anche noto come Brad Jones (Armadale, 19 marzo 1982), è un ex calciatore australiano, di ruolo portiere.

## Carriera

### Club
Bradley Jones detto "Brad" iniziò la propria carriera nel Bayswater City, in Australia occidentale. Nel 2000 venne messo sotto contratto dal Middlesbrough, all'epoca militante in FA Premier League. Nella prima parte della sua militanza qui fu girato più volte in prestito a squadre meno quotate: nella stagione 2001-2002 disputò due partite con gli irlandesi dello Shelbourne debuttando al Dalymount Park contro il Bohemian e concedendo 4 reti (vittoria 6-4). In seguito trascorse periodi di prestito anche con le maglie di Stockport County, Rotherham United e Blackpool. Tornato al Middlesbrough, esordì con la maglia del Boro nel terzo turno di FA Cup 2003-2004 contro il Notts County (3 gennaio 2004, vittoria 2-0) mentre quattro giorni dopo debuttò in Premier contro il Fulham (vittoria 2-1). Nel febbraio 2004 vinse il suo primo trofeo, la Football League Cup, sedendo in panchina nella partita vinta 2-1 sul Bolton Wanderers. A novembre venne ceduto in prestito nuovamente al Blackpool. Nella stagione 2005-2006 disputò 9 gare, tra cui una contro il Manchester United nella quale neutralizzò un calcio di rigore tirato da Ruud van Nistelrooy (0-0).
Nell'agosto 2006 Jones si trasferì allo Sheffield Wednesday per il suo quinto periodo di prestito, della durata di tre mesi. Il suo periodo iniziale con questa maglia si caratterizzò di alti e bassi: il portiere australiano compì alcune parate importanti ma nelle partite successive (contro Plymouth Argyle e Leeds United) concesse dei calci di rigore agli avversari; il 21 ottobre una minoranza di suoi stessi tifosi lo prese di mira gettandogli addosso delle monete durante una partita di campionato casalinga vinta 3-2 sul Queens Park Rangers. Al ritorno al Middlesbrough, per la seconda parte della stagione 2006-2007, disputò sole due partite di campionato essendo stato riserva di Mark Schwarzer. L'annata successiva collezionò sole tre presenze (di cui solo una in campionato) essendo stato ancora alle spalle di Schwarzer. Nella stagione 2008-2009, vista la partenza di Schwarzer con destinazione Fulham, Jones assunse il ruolo di portiere titolare ma un infortunio occorsogli alla seconda partita stagionale lo costrinse ad uno stop di qualche mese. Rientrò in squadra nel mese di gennaio 2009: prolungò il suo contratto con il club fino al 2012 e riacquistò il ruolo di titolare terminando la stagione con 16 presenze in Premier (e la retrocessione del club in seconda divisione). Un altro infortunio subìto durante la preparazione estiva lo costrinse a saltare i primi mesi della stagione 2009-2010 ma riottenne il posto da titolare a scapito di Danny Coyne il quale aveva incassato 5 reti in una sfida di campionato contro il West Bromwich Albion.
Nel 2010 viene acquistato dal Liverpool, che nel gennaio 2011 lo cede in prestito al Derby County. Terminato il prestito fa ritorno a Liverpool, esordendo con il club in Premier il 10 aprile 2012 subentrando all'espulso Doni e parando un rigore a Yakubu durante Blackburn-Liverpool 2-3, dedicando la parata al figlioletto morto di leucemia.
Il 17 agosto 2015 Jones lascia definitivamente i Reds firmando un contratto di un anno con il Bradford City, squadra militante in League One

### Nazionale
Brad Jones ricevette la sua prima convocazione in Nazionale australiana nel febbraio 2007 - in occasione di una partita amichevole - in sostituzione di Mark Schwarzer alle prese con un problema alla schiena. L'esordio risale invece al 2 giugno dello stesso anno in amichevole contro l'Uruguay; il portiere australiano macchiò il suo debuttò con un grave errore: cercò di intercettare un cross, non riuscendoci, e permettendo ad Álvaro Recoba di segnare il gol vittoria di testa (1-2).
Nel mese di luglio 2007 prese parte alla spedizione australiana in Coppa d'Asia, senza giocare. È stato inserito tra i 23 convocati della Nazionale australiana convocati per il campionato del mondo 2010, ma ha dovuto rinunciare per motivi familiari. Al suo posto è stato convocato Eugene Galeković.

## Statistiche

### Presenze e reti nei club
Statistiche aggiornate al 23 febbraio 2021.
| Stagione             | Squadra              | Campionato           | Campionato | Campionato | Coppe nazionali | Coppe nazionali | Coppe nazionali | Coppe continentali | Coppe continentali | Coppe continentali | Altre coppe | Altre coppe | Altre coppe | Totale | Totale |
| Stagione             | Squadra              | Comp                 | Pres       | Reti       | Comp            | Pres            | Reti            | Comp               | Pres               | Reti               | Comp        | Pres        | Reti        | Pres   | Reti   |
| -------------------- | -------------------- | -------------------- | ---------- | ---------- | --------------- | --------------- | --------------- | ------------------ | ------------------ | ------------------ | ----------- | ----------- | ----------- | ------ | ------ |
| 2003-gen. 2004       | Blackpool            | FL1                  | 5          | -2         | FACup+CdL       | 0               | 0               | -                  | -                  | -                  | FLT         | 2           | 0           | 7      | -2     |
| gen.-giu. 2004       | Middlesbrough        | PL                   | 1          | -1         | FACup+CdL       | 1+0             | 0               | -                  | -                  | -                  | -           | -           | -           | 2      | -1     |
| 2004-gen. 2005       | Blackpool            | FL1                  | 12         | -11        | FACup+CdL       | 0               | 0               | -                  | -                  | -                  | FLT         | 0           | 0           | 12     | -11    |
| Totale Blackpool     | Totale Blackpool     | Totale Blackpool     | 17         | -13        |                 | 0               | 0               |                    | -                  | -                  |             | 2           | 0           | 19     | -13    |
| gen.-giu. 2005       | Middlesbrough        | PL                   | 5          | -3         | FACup+CdL       | 0               | 0               | CU                 | 0                  | 0                  | -           | -           | -           | 5      | -3     |
| 2005-2006            | Middlesbrough        | PL                   | 9          | -18        | FACup+CdL       | 3+0             | -4              | CU                 | 4                  | -2                 | -           | -           | -           | 16     | -24    |
| 2006-gen. 2007       | Sheffield Weds       | FLC                  | 15         | -19        | FACup+CdL       | 0               | 0               | -                  | -                  | -                  | -           | -           | -           | 15     | -19    |
| gen.-giu. 2007       | Middlesbrough        | PL                   | 2          | -1         | FACup+CdL       | 2+0             | -2              | -                  | -                  | -                  | -           | -           | -           | 4      | -3     |
| 2007-2008            | Middlesbrough        | PL                   | 1          | -3         | FACup+CdL       | 0+2             | -2              | -                  | -                  | -                  | -           | -           | -           | 3      | -5     |
| 2008-2009            | Middlesbrough        | PL                   | 16         | -23        | FACup+CdL       | 5+1             | -5 + -3         | -                  | -                  | -                  | -           | -           | -           | 22     | -31    |
| 2009-2010            | Middlesbrough        | FLC                  | 24         | -26        | FACup+CdL       | 0               | 0               | -                  | -                  | -                  | -           | -           | -           | 24     | -26    |
| Totale Middlesbrough | Totale Middlesbrough | Totale Middlesbrough | 58         | -75        |                 | 13              | -16             |                    | -                  | -                  |             | -           | -           | 71     | -91    |
| 2010-gen. 2011       | Liverpool            | PL                   | 0          | 0          | FACup+CdL       | 0+1             | -2              | UEL                | 1                  | 0                  | -           | -           | -           | 2      | -2     |
| gen.-giu. 2011       | Derby County         | FLC                  | 7          | -16        | FACup+CdL       | -               | -               | -                  | -                  | -                  | -           | -           | -           | 7      | -16    |
| 2011-2012            | Liverpool            | PL                   | 1          | -2         | FACup+CdL       | 1+0             | -1              | -                  | -                  | -                  | -           | -           | -           | 2      | -3     |
| 2012-2013            | Liverpool            | PL                   | 7          | -9         | FACup+CdL       | 2+2             | -4 + -4         | UEL                | 4                  | -4                 | -           | -           | -           | 15     | -21    |
| 2013-2014            | Liverpool            | PL                   | 0          | 0          | FACup+CdL       | 3+0             | -2              | -                  | -                  | -                  | -           | -           | -           | 3      | -2     |
| 2014-2015            | Liverpool            | PL                   | 3          | -5         | FACup+CdL       | 0+2             | -2              | UCL+UEL            | 0                  | 0                  | -           | -           | -           | 5      | -7     |
| Totale Liverpool     | Totale Liverpool     | Totale Liverpool     | 11         | -16        |                 | 11              | -15             |                    | 5                  | -4                 |             | -           | -           | 27     | -35    |
| 2015-gen. 2016       | Bradford City        | FL1                  | 3          | -6         | FACup+CdL       | 0               | 0               | -                  | -                  | -                  | -           | -           | -           | 3      | -6     |
| gen.-giu. 2016       | NEC Nijmegen         | ED                   | 17         | -23        | CO              | -               | -               | -                  | -                  | -                  | -           | -           | -           | 17     | -23    |
| 2016-2017            | Feyenoord            | ED                   | 32         | -22        | CO              | 4               | -4              | UEL                | 6                  | -7                 | SO          | 0           | 0           | 42     | -33    |
| 2017-2018            | Feyenoord            | ED                   | 31         | -35        | CO              | 5               | -1              | UCL                | 5                  | -13                | SO          | 1           | -1          | 42     | -50    |
| Totale Feyenoord     | Totale Feyenoord     | Totale Feyenoord     | 63         | -57        |                 | 9               | -5              |                    | 11                 | -20                |             | 1           | -1          | 84     | -83    |
| 2018-2019            | Al-Nassr             | SPL                  | 25         | -18        | KCC             | 3               | -4              | ACL                | 8                  | -12                | -           | -           | -           | 36     | -34    |
| 2019-2020            | Al-Nassr             | SPL                  | 29         | -25        | KCC             | 5               | -6              | ACL                | 8                  | -5                 | SA          | 1           | -1          | 43     | -37    |
| 2020-2021            | Al-Nassr             | SPL                  | 20         | -26        | KCC             | 1               | 0               | ACL                | 0                  | 0                  | SA          | 1           | 0           | 22     | -26    |
| Totale Al-Nassr      | Totale Al-Nassr      | Totale Al-Nassr      | 74         | -69        |                 | 9               | -10             |                    | 16                 | -17                |             | 2           | -1          | 101    | -97    |
| Totale carriera      | Totale carriera      | Totale carriera      | 265        | -294       |                 | 42              | -46             |                    | 32                 | -41                |             | 5           | -2          | 344    | -383   |

### Cronologia presenze e reti in Nazionale
| Cronologia completa delle presenze e delle reti in nazionale ― Australia | Cronologia completa delle presenze e delle reti in nazionale ― Australia | Cronologia completa delle presenze e delle reti in nazionale ― Australia | Cronologia completa delle presenze e delle reti in nazionale ― Australia | Cronologia completa delle presenze e delle reti in nazionale ― Australia | Cronologia completa delle presenze e delle reti in nazionale ― Australia | Cronologia completa delle presenze e delle reti in nazionale ― Australia | Cronologia completa delle presenze e delle reti in nazionale ― Australia |
| Data                                                                     | Città                                                                    | In casa                                                                  | Risultato                                                                | Ospiti                                                                   | Competizione                                                             | Reti                                                                     | Note                                                                     |
| ------------------------------------------------------------------------ | ------------------------------------------------------------------------ | ------------------------------------------------------------------------ | ------------------------------------------------------------------------ | ------------------------------------------------------------------------ | ------------------------------------------------------------------------ | ------------------------------------------------------------------------ | ------------------------------------------------------------------------ |
| 2-6-2007                                                                 | Sydney                                                                   | Australia                                                                | 1 – 2                                                                    | Uruguay                                                                  | Amichevole                                                               | -2                                                                       |                                                                          |
| 24-5-2010                                                                | Melbourne                                                                | Australia                                                                | 2 – 1                                                                    | Nuova Zelanda                                                            | Amichevole                                                               | -                                                                        | 46’                                                                      |
| 5-1-2011                                                                 | Al Ain                                                                   | Emirati Arabi Uniti                                                      | 0 – 0                                                                    | Australia                                                                | Amichevole                                                               | -                                                                        | 46’                                                                      |
| 5-3-2014                                                                 | Londra                                                                   | Australia                                                                | 3 – 4                                                                    | Ecuador                                                                  | Amichevole                                                               | -3                                                                       | 60’                                                                      |
| 27-3-2018                                                                | Londra                                                                   | Colombia                                                                 | 0 – 0                                                                    | Australia                                                                | Amichevole                                                               | -                                                                        | 46’                                                                      |
| 9-6-2018                                                                 | Budapest                                                                 | Ungheria                                                                 | 1 – 2                                                                    | Australia                                                                | Amichevole                                                               | -1                                                                       | 46’                                                                      |
| Totale                                                                   |                                                                          | Presenze                                                                 | 6                                                                        |                                                                          | Reti                                                                     | -6                                                                       |                                                                          |

## Palmarès

### Club
- Coppa di Lega inglese: 2

Middlesbrough: 2003-2004
Liverpool: 2011-2012
- Campionato olandese: 1

Feyenoord: 2016-2017
- Supercoppa dei Paesi Bassi: 1

Feyenoord: 2017
- Coppa dei Paesi Bassi: 1

Feyenoord: 2017-2018
- Campionato saudita: 1

Al Nassr: 2018-2019
- Supercoppa saudita: 2

Al Nassr: 2019, 2020

### Nazionale
- Coppa d'Oceania: 1

2004